# Condylostylus impatiens
Condylostylus impatiens är en tvåvingeart som beskrevs av Becker 1922. Condylostylus impatiens ingår i släktet Condylostylus och familjen styltflugor. Inga underarter finns listade i Catalogue of Life.